# Myrteta magna
Myrteta magna là một loài bướm đêm trong họ Geometridae.